# 八連荘
八連荘（パーレンチャン）とは、麻雀におけるローカル役のひとつ。役満。1人のプレイヤーが8回連続して和了したときに成立する。別称として「連荘八回(レンチャンパーホイ)」「八回連荘(パーホイレンチャン)」と表記されたこともあった。

## 概要

### 定義1
1人のプレイヤーが8回連続して和了した時に成立する役満である。流局等による連荘は含まず、純粋に8回連続で和了しなければならない。「八連荘」という名ではあるが、積み棒は関係なく、実際に自らの手で8回連荘したかどうかは問わないことが多い。
天和のように親であることが条件として設定されている役ではないが、8回和了すると、最初の和了の時点で親でなくとも、成立時には必然的に親となっているため、結果的に親だけが和了できる役ともなっている。なお、親が含まれるダブロンを連荘とするルールであれば、8回目の和了の時も親でないこともあり得る（親と西家が7連続で北家から和了した後、西家が和了した場合など）。
この定義の場合、積み棒の本数は和了の回数とは一致しないため、下表のように、成立時に積み棒が8本でない場合も考えられる。
| 和了回数 | 局     | 積み棒（本場） | 和了者の風 | 備考       |
| -------- | ------ | -------------- | ---------- | ---------- |
| 1        | 東一局 | 0本場          | 北家       |            |
| 2        | 東二局 | 0本場          | 西家       |            |
| 3        | 東三局 | 0本場          | 南家       |            |
| 4        | 東四局 | 0本場          | 親         |            |
| 5        | 東四局 | 1本場          | 親         |            |
| 6        | 東四局 | 2本場          | 親         |            |
| 7        | 東四局 | 3本場          | 親         |            |
| 8        | 東四局 | 4本場          | 親         | ここで成立 |

| 和了回数 | 局     | 積み棒(本場) | 和了者の風 | 備考       |
| -------- | ------ | ------------ | ---------- | ---------- |
| -        | 東一局 | 0本場        | 流局(輪荘) |            |
| -        | 東二局 | 1本場        | 流局(輪荘) |            |
| -        | 東三局 | 2本場        | 流局(輪荘) |            |
| -        | 東四局 | 3本場        | 流局(輪荘) |            |
| -        | 南一局 | 4本場        | 流局(輪荘) |            |
| -        | 南二局 | 5本場        | 流局(輪荘) |            |
| -        | 南三局 | 6本場        | 流局(輪荘) |            |
| 1        | 南四局 | 7本場        | 親和了     |            |
| 2        | 南四局 | 8本場        | 親和了     |            |
| 3        | 南四局 | 9本場        | 親和了     |            |
| 4        | 南四局 | 10本場       | 親和了     |            |
| 5        | 南四局 | 11本場       | 親和了     |            |
| 6        | 南四局 | 12本場       | 親和了     |            |
| 7        | 南四局 | 13本場       | 親和了     |            |
| 8        | 南四局 | 14本場       | 親和了     | ここで成立 |

### 定義2
定義1とは異なり、天和のように親であることが条件とし、「八連荘」という名が示す通りに親として8回以上あるいは9回以上連続で和がった場合に役満とするルール（上記の例では例2のみ成立）も存在する。

### 定義3
一部で積み棒の本数が8本（8本場）の時の親の和了によって八連荘が成立するルール（上記の例では例2の南四局2本場で成立）を採用していることがある。しかし、積み棒は流局でも増えるために難度が低下することとなるが、それでも出現する可能性はかなり低い。

### 備考
ドラと同様に和了役には含まれないことが多く、その場合に和了するためには別のあがり役を含める必要がある（つまり、八連荘のみでは和了できない）。また、5本場以降であればルールによっては二飜縛りも満たす必要がある（八連荘自体を役と見なすルールでは八連荘のみで二飜縛りを満たし積み棒に関係なく和了できる）。ただし、八連荘自体が役満であるため、役満のルール上複合する役が役満でない限りはそれらは全て無視し、点数計算に影響を与えない。この点で、他の役満とは性質を異とする。
採用されていても成立するケースが滅多にないため、ローカルルールの中では名前だけはメジャーな役である。8回連続して和了すること自体が至難の業である上に、ハコ下なしのルールでは他のプレイヤーが飛んで、八連荘が成立する前にゲームが終了してしまうことが多く、滅多に出現しない。また通常、連続して和了した回数を数える必要はないため、実際成立していても見逃されている可能性もある。
八連荘をあがった後はそれ以降（9回目、10回目…の和了）も八連荘とすることが多いが、16回連続のあがりを次の八連荘とすることもある。また、八連荘の成立後は親が移るとすることもある。

## 歴史
昭和初期の書籍に記述があるが、この頃からすでに用いられていない役として扱われている。

## 破回八連荘
破回八連荘（ポーホイパーレンチャン）とは、麻雀におけるローカル役のひとつ。八連荘を阻止した子のあがりを役満にする。別称として「破連荘八回(ポーレンチャンパーホイ)」と表記されたこともあった。
八連荘自体がローカルルールであるため、適用されることはめったにない。1931年に発行された天野大三の著書に「破連荘八回」の名称で記載されている。このルールが中国から伝わったものなのか、天野が考案したものなのかは確認されていない。